# Vihiers

Vihiers este o comună în departamentul Maine-et-Loire, Franța. În 2009 avea o populație de 4,275 de locuitori.